# Francisco Alcaraz
Francisco Javier Alcaraz Leguizamon (ur. 4 października 1960) – piłkarz paragwajski występujący podczas kariery na pozycji napastnika.

## Kariera klubowa
Alcaraz podczas kariery piłkarskiej występował w klubie Club Nacional.

## Kariera reprezentacyjna
Alcaraz występował w reprezentacji Paragwaju w 1986. W tym roku był w kadrze na Mistrzostwa Świata. Na turnieju w Meksyku był rezerwowym i nie wystąpił w żadnym meczu. Pod koniec lat 80. Alcaraz uprawiał futsal i wraz z reprezentacją wystąpił na Mistrzostwach świata w futsalu w 1989.